# 히가시코다이라역
히가시코다이라역(일본어: 東小平駅 ひがしこだいらえき[*])은 일본 도쿄도 고다이라시에 위치했던 세이부 철도 신주쿠 선의 철도역이었다. 지금의 하나코가네이 역과 고다이라 역사이에 위치해 있었으며, 1940년에 2면 2선의 상대식 승강장 역으로 개업했다. 제2차 세계대전중에 다나시 역, 히가시무라야마 역과 함께 다마 지역의 비료 운송을 담당하였으며, 비료 운송이 중단된 후 고다이라 역에 통합되는 형태로 폐역되었다.

## 역사
- 1940년 4월 23일 : 영업 개시.
- 1944년 9월 10일 : 비료 운송 담당역으로 지정.
- 1953년 3월 31일 : 비료 운송 중단.
- 1954년 10월 10일 : 고다이라 역에 통합되는 형태로 폐역.